# Sozialökonomie (Universität Hamburg)
Sozialökonomie ist ein interdisziplinäres Studium der Betriebswirtschaftslehre, Volkswirtschaftslehre, Rechtswissenschaft und Soziologie am Fachbereich Sozialökonomie der Universität Hamburg, mit Fokus auf die Wechselwirkungen zwischen Gesellschaft, Wirtschaft und Politik. Er wird nach sechs Semestern mit dem Bachelor of Arts abgeschlossen. Mit 2500 Studierenden ist der Studiengang der größte Bachelorstudiengang an der Universität Hamburg, am gesamten Fachbereich studieren 3200 Personen (Stand 2016). Der Studiengang nimmt jedes Semester fast 300 neue Studierende auf und beschäftigt etwa 40 Professoren (Stand 2016). Der Bachelor Sozialökonomie steht traditionell sowohl Abiturienten als auch Menschen ohne Abitur über eine Hochschulzugangsprüfung offen.

## Überblick
Sozialökonomische Forschung und Wissenschaft behandelt und beantwortet soziologische und ökonomische Fragestellungen interdisziplinär aus verschiedenen Blickwinkeln. Der Fachbereich Sozialökonomie ist an der Hamburger Universität für Wirtschaft und Politik (HWP) entstanden. 

### Begründung der Sozialökonomie
Die Notwendigkeit der Sozialökonomie wird nach dem Soziologen Alfred Oppolzer aus den verschiedenen Einzeldisziplinen heraus gefordert, beispielsweise aus der Betriebswirtschaftslehre (Reinhard Schultz, 1988), ebenso aus der Volkswirtschaftslehre (Günter Schmölders, 1973) und der Politischen Ökonomie (Werner Hofmann, 1969), aus der Soziologie (Max Weber, 1904) ebenso wie aus der Arbeitswissenschaft (Manfred Schweres, 1980; Alfred Oppolzer, 1989). Oppolzer hält fest, Sozialökonomie ist:
1. die „Untersuchung der Wechselwirkungen von Wirtschaft und Gesellschaft“,
2. die „Praxisrelevanz der Fragestellung“ und
3. die „interdisziplinäre Vorgehensweise“.[3]

Wie auch Oppolzer, beruft sich der Wirtschafts- und Sozialhistoriker Ernst Langthaler auf: Karl Marx (Ökonomie, Soziologie), Émile Durkheim (Soziologie), Joseph Schumpeter (Ökonomie), Karl Polanyi (Kulturanthropologie, Soziologie) und Pierre Bourdieu (Soziologie). Im Bereich der Rechtswissenschaften innerhalb der Hamburger Sozialökonomie sind der Arbeitsrechtler Ulrich Zachert sowie der Wirtschaftsrechtler Udo Reifner (Gründer des Institut für Finanzdienstleistungen) zu nennen. Zur sozialökonomischen Betrachtung von Bildungs- und Sozialisationstheorie leistete Harry Friebel mit dem Hamburger Biografie- und Lebenslaufpanel „Die Kinder der Bildungsexpansion“ einen wichtigen Beitrag.

### Studium ohne Abitur
Den Bachelor Sozialökonomie der Universität Hamburg können auch Personen mit Mittlerem Schulabschluss (z. B. Fachoberschulreife), abgeschlossener praktischer Berufsausbildung oder einer mindestens vierjährigen Berufstätigkeit oder Berufserfahrung nach bestandener Hochschulzugangsprüfung studieren. Der quotierte offene Hochschulzugang für Menschen ohne Abitur ist nach dem Vorbild der HWP erhalten geblieben. Bis zu 40 % der Studienplätze werden über die Aufnahmeprüfung vergeben. Deshalb beinhaltet das Grundstudium auch Einführungskurse und Brückenseminare, die für Menschen aus dem Zweiten und Dritten Bildungsweg zugeschnitten sind. Die Studierenden können ihr Abiturwissen oder die vorhandenen Berufserfahrungen in das Studium integrieren. Nach dem Grundstudium findet eine Vertiefung in einem der vier Fachgebiete BWL, VWL, Recht oder Soziologie statt. Die anderen drei Fächer werden interdisziplinär mitstudiert. Das Bildungsziel sind selbstdenkende, reflexionsfähige und mündige Menschen mit einem anerkannten Hochschulabschluss.

## Geschichte des Fachbereichs
Der Ursprung des Studienganges geht auf die 1948 auf Initiative von Genossenschaftlern, Gewerkschaftern und Sozialdemokraten gegründete Akademie für Gemeinwirtschaft zurück. Diese wurde 1961 in Akademie für Wirtschaft und Politik umbenannt. Hochschulstatus erlangte sie 1970 und wurde zur Hochschule für Wirtschaft und Politik (HWP). Von 1991 bis zum 31. März 2005 agierte die HWP als selbständige Universität unter dem Namen Hamburger Universität für Wirtschaft und Politik. Mit der neuen Prüfungsordnung im Juni 2003 wurde der Studiengang vom Abschluss als Diplom-Sozialwirt auf das Bachelor/MasterSystem umgestellt und Abschlüsse als Bachelor of Arts in Sozialökonomie vergeben.
Am 1. April 2005 wurde die ehemalige HWP als Department Wirtschaft und Politik (DWP) in die Universität Hamburg eingegliedert. Das Department wurde 2009 aufgelöst und als Fachbereich Sozialökonomie in die Fakultät Wirtschafts- und Sozialwissenschaften der Universität Hamburg integriert. Die seit 2003 geplante und bis 2009 andauernde Eingliederung der HWP in die Universität Hamburg verursachte jahrelangen Protest von Studierenden, Professoren und aus der Verwaltung. Diese fanden ein bundesweites Medienecho, z. B. in dem Artikel HWP Hamburg. Ende der Einmaligkeit und in dem Artikel Hochschule. Uni demontiert Reformstudium. Trotz der Fusion blieb der Studiengang Sozialökonomie weitgehend unverändert erhalten.
Im Rahmen von Sparmaßnahmen musste der Fachbereich Sozialökonomie – wie andere Fachbereich an der Universität Hamburg auch – zwischen 2009 und 2012 etliche Professuren abbauen.
Zum 1. Februar 2014 gründeten sich an der Universität Hamburg zwei neue Fakultäten, die Fakultät für Betriebswirtschaft und die Fakultät für Wirtschafts- und Sozialwissenschaften. Letztere beinhaltet die Fachbereiche Sozialwissenschaften, Volkswirtschaftslehre und Sozialökonomie, wobei die Sozialökonomie den größten Fachbereich darstellt.

## Masterstudiengänge am Fachbereich Sozialökonomie
Neben dem Bachelorstudiengang beinhaltet der Fachbereich Sozialökonomie an der Fakultät Wirtschafts- und Sozialwissenschaften der Uni Hamburg eine Reihe weiterer Masterstudiengänge mit verschiedenen Ausrichtungen und verschiedenen Abschlüssen. Die folgenden Studiengänge werden am Fachbereich momentan aktiv angeboten (Stand 2016):
- Arbeit, Wirtschaft, Gesellschaft-Ökonomische und Soziologische Studien (M.A.)
- Health Economics & Health Care Management (M.Sc.)
- Interdisziplinäre Public und Nonprofit Studien (M.Sc.)
- International Business and Sustainability (M.A.)

## Verwandte Organisationen

### GdFF
Die Gesellschaft der Freunde und Förderer des Fachbereichs Sozialökonomie (vormals HWP) e. V. versteht sich heute als Anwalt der beiden zentralen Elemente des HWP-Studienmodells: Erstens ein interdisziplinäres Studium mit den Fächern BWL, VWL, Soziologie und Rechtswissenschaft, das auf den praktischen Erfahrungen der Studierenden aufbaut und sie für eine qualifizierte Tätigkeit in Unternehmen, Organisationen ohne Erwerbscharakter und Verwaltungen vorbereitet, und zweitens der offene Hochschulzugang, der Bewerbern ohne Abitur, aber mit qualifizierter Berufspraxis nach einer Aufnahmeprüfung das Tor zu einem wissenschaftlichen Studium öffnet. Die GdFF versteht sich daneben als eine Alumni-Organisation, die den Anschluss an ein Netzwerk von Studierenden, Absolventen und Mitgliedern des Lehrkörpers bietet.

### Rudolph Lohff Stiftung
Seit den 1970er Jahren vergibt die gemeinnützige Rudolph-Lohff Stiftung kleine Stipendien an mittellose Studierende und Schüler ohne Abitur, aber mit Berufserfahrung. Sie richtet sich dem Wunsch des Stifters entsprechend ausschließlich an Studierende des Fachbereichs Sozialökonomie sowie an entsprechende Studierende der HAW und an Schüler der staatlichen Hamburger Abendgymnasien.

## Bekannte Lehrende
- Andreas Ackermann (Politiker)
- Peter Birke (Soziologe)
- Bärbel von Borries-Pusback (Soziologin)
- Stefan Breuer (Soziologe)
- Ralf Dahrendorf (Soziologe, Politiker)
- Heiner Flassbeck (Wirtschaftswissenschaftler, Politiker)
- Achim Doerfer (Anwalt, Rechtsphilosoph)
- Harry Friebel (Soziologe)
- Ulrich Fritsche (Volkswirtschaftslehre)
- Frigga Haug (Soziologin)
- Arne Heise (Finanzwissenschaftler)
- Wulf D. Hund (Soziologe)
- Kai-Oliver Knops (Rechtswissenschaftler)
- Lars Lambrecht (Soziologe)
- Harald Mattfeldt (Volkswirt)
- Ulrich Mückenberger (Rechts- und Politikwissenschaftler)
- Friedhelm Neidhardt (Soziologe)
- Alfred Oppolzer (Soziologe)
- Norman Paech (Politiker)
- Ulla Ralfs (Soziologin)[15]
- Udo Reifner (Rechtswissenschaftler und Gründer des Institut für Finanzdienstleistungen e. V.)
- Helmut Schelsky (Soziologe)
- Gerhard Scherhorn (Wirtschaftswissenschaftler)
- Herbert Schui (Volkswirt, Politiker)†
- Rainer Volkmann (Wirtschaftswissenschaftler)
- Ulrich Zachert (Rechtswissenschaftler)
- Lothar Zechlin (Staatsrechtler)
- Michael Zerres (Betriebswirtschaftler)